# Nuestra Señora de Donglü
Nuestra señora de Donglü (chino tradicional: 東閭聖母; chino simplificado: 东闾圣母; pinyin: Dōnglǘ Shèngmǔ), Nuestra Señora de China, ó la Gran Madre (latín: Nostra Domina de Sinis, Magna Mater) (chino tradicional: 中華大聖母; chino simplificado: 中华大圣母; pinyin: Jhōnghuá Da Shèngmǔ), es una advocación mariana de la Virgen María con el niño Jesús en brazos, según una aparición a soldados anticatólicos durante el levantamiento de los boxers en el año 1900 en el pueblo de Donglú, provincia de Hebei, China, actualmente en la diócesis de Baoding.
La devoción mariana por excelencia de los católicos chinos es la de Nuestra Señora de Donglü, devoción vinculada a las apariciones de la virgen y las dificultades que ha sufrido la Iglesia Católica en ese país, por causas diversas, en los diferentes tiempos. Las Virgen María ha cambiado de apariencia según el país que visita cada una de sus advocaciones y apariciones, así los mexicanos se identifican con la Virgen de Guadalupe, los argentinos con la Virgen de Luján, los polacos, franceses y así más de 200 advocaciones marianas. La religión católica enraíza en todos los pueblos de la tierra y se vincula de forma indisoluble a todas las culturas y de la misma manera las devociones marianas, así como la historia de las naciones está vinculada de modo igualmente indisoluble a la propia religión católica. Cualquier buen libro de historia de cualquier país que ahonde en el tema de religión, tocará el tema.

## Las apariciones

### Primera aparición
Los misioneros católicos han luchado por la evangelización china desde hace siglos, lo cual fue un sueño de San Francisco Javier pero el nacionalismo chino, creyó que la religión católica no les convenía, porque deformaría la cultura china, por lo que establecieron que todo chino que abrazara al catolicismo, sería un traidor a la patria y a las tradiciones chinas. Por tal motivo, fueron emprendidas persecuciones con trasfondo nacionalista contra la Iglesia contra los católicos chinos durante la persecución en el año 1900, conocida como el "levantamiento de los boxers" (los cuales eran un grupo de nacionalistas chinos que se organizaban en clubes deportivos, y que practicaban box, artes marciales, y otros deportes), por la cual se causó hubiera unos 30,000 mártires chinos, que incluyó a cinco obispos, y unos 130 sacerdotes, los cuales algunos de ellos fueron beatificados.
En junio de 1900, durante la persecución de los boxers contra los católicos chinos, unos 10,000 soldados llegaron hostiles a Donglü, Hebei decididos a acabar con los católicos de la localidad de Donghu, localizada a unos 140 km al sureste de Pekín, la cual contaba con uno diez mil católicos, evangelizados por los padres vicentinos o Paúles quienes eran quienes habían trabajado por una misión ubicada en un barrio pobre, quienes habían construido un santuario en 1863. Los bóxer cercaron al pueblo, mientras tanto el padre Wu al frente de los católicos del pueblo, invocaban la intercesión de la Virgen María Auxiliadora  y cuando estaban a punto de ingresar al pueblo e iniciar su matanza, los anticatólicos vieron a la Madre de Dios rodeada de luz y vestida de blanco en lo alto de la ciudad, rodeada por una multitud de ángeles, a la cual enfurecidos dispararon tiros contra Ella, logrando ningún efecto, mientras que un jinete en llamas –quizás el arcángel San Miguel- los perseguía hasta lejos de la aldea, quedándose los atacantes desconcertados por lo cual prefirieron retroceder en desbandada y sin rumbo.

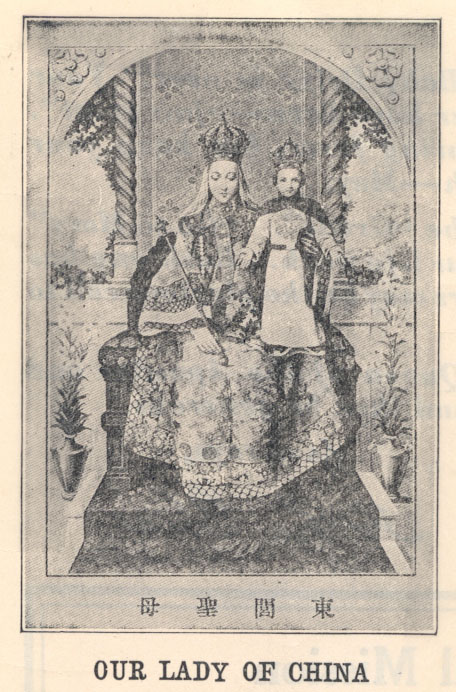
Nuestra Señora de China

Los fieles católicos también se percataron de la presencia de la Santísima Virgen por lo que agradecidos de haber sido salvados del peligro, decidieron construir un santuario en honra de la Virgen María, para lo cual el párroco local el padre Wu, en 1908, solicitó la elaboración de una imagen, que la representara a la cual iría vestida con los trajes de emperatriz china, con el niño en brazos vestido con ropas imperiales de oro misma similar a la emperatriz china Ci Xi que gobernaba para la dinastía manchú Quing, que una vez terminada, la cual aún con los vestidos paganos, pasó a ser una vívida expresión de la tradición china de diferentes épocas la cual pasó a ser exhibida y venerada en el nuevo santuario.
En 1924, los obispos de China consagraron la nación a Nuestra Señora y después de la consagración hicieron una peregrinación.

### Segunda aparición
El 23 de mayo de 1995 durante una celebración en campo abierto de la Iglesia clandestina, la no oficial, con 4 obispos, más de 100 sacerdotes y unos 30,000 católicos, durante la oración de apertura y nuevamente durante la consagración, todos los asistentes pudieron observar durante unos veinte minutos un fenómeno celestial en el cual el sol giraba de derecha a izquierda cuando unos rayos de luz de diferentes tonos, se proyectaban desde el cielo mientras que podían ver de nuevo a Nuestra Señora de China con el Niño Jesús en brazos, también vieron a la sagrada familia, al padre celestial y al espíritu Santo.
El día siguiente la seguridad pública gubernamental, prohibió reunirse de nuevo en el mismo campo, obligando a la gente a volver a sus lugares de origen sin explicación alguna. Aun así, se volvió a reunir una muchedumbre calculada en unas 100,000 almas.
5,000 soldados con vehículos militares destruyeron el santuario, confiscaron la estatuilla instalada de la Virgen, -la cual era una copia- se detuvo a sacerdotes y se prohibió mediante un comunicado oficial acudir al santuario de Donglú. Se cree que la imagen original fue ocultada, misma que se mantiene en posesión de sacerdotes chinos que realizan sus actividades en forma clandestina.

## Aprobación eclesiástica
El hecho que habían considerado como milagroso, fue comunicado a las autoridades eclesiásticas, para su consideración por lo que, en reunión de 150 obispos en el sínodo de Shanghái, y primer sínodo en China del 15 de mayo al 12 de junio de 1924, el obispo Henri Lecroart S.J. que, ante las evidencias estudiadas, aprobaba como ciertas y válidos los acontecimientos sucedidos durante la aparición de la Virgen en Dong lü.
Las obras de la primera basílica del Lejano Oriente comenzaron en 1925 y se completaron 10 años después.
Por tal motivo Lecroat, propuso a la asamblea de obispos que la parte del Lejano Oriente, en la región comprendida de Mongolia, Manchuria China, y Tíbet fueran consagrados a la Virgen María, bajo la advocación de Nuestra Señora Emperatriz de China. La imagen fue bendecida y promulgada por el papa Pio Xi en 1928.
La propuesta fue aceptada, por el resto de los obispos, en junio, y el Delegado Apostólico, Mons. Celso Constantini, realizó la consagración propuesta. En 1932, Pío XI elevó el santuario de Donglü a la categoría de lugar oficial de peregrinación, el cual es el único templo católico con esa categoría en China.  
En 1941, Papa Pío XII concedió a la Iglesia de China una fiesta en honor a María, medianera de todas las gracias, bajo el título de “Santa Madre Emperatriz de China”, y elevó el templo mariano a Basílica Menor.
Los tres hechos diferentes se fundieron en un solo: el reconocimiento del santuario como lugar de peregrinación oficial, la fiesta litúrgica y la consagración del país por lo que en Donglü pasó a representar los tres hechos conjuntos, lo cual dio como resultado un fortalecimiento y aumento en la devoción popular.
En 1945 durante la Segunda Guerra Mundial el santuario fue destruido por bombarderos japoneses.
En 1973 la conferencia de los obispos chinos colocó el día de fiesta en el segundo domingo de mayo. Las peregrinaciones al santuario se reanudaron desde en 1979.
En 1989 se volvió a pintar el cuadro similar al original, pero en 1995 fue secuestrado por militantes comunistas. La estatua de bronce de Nuestra Señora, el altar y la vidriera fueron retirados o destruidos durante la Revolución Cultural.
El santuario fue reconstruido, pero en otro lugar, más al norte de China.
En 2000, se volvió a instalar una réplica de la estatua de bronce de María, pagada por unos 10,000 fieles. 

## Católicos ante el comunismo chino
La ascensión del comunismo al poder, fortaleció el ateísmo y endureció la precaria situación de la Iglesia Católica en China. Nuevas persecuciones vinieron en el país, partiendo de acusaciones contra la Iglesia católica, con la intención de deformar su imagen y a favor de un fervor nacionalista, para lo cual, los comunistas crearon una iglesia católica paralela, denominada Iglesia Patriótica, cuya característica principal es la de rechazar la autoridad extranjera papal desde Roma.
Por tal motivo, surge la Iglesia Católica Clandestina, la cual muestra su fidelidad al Santo Padre con sede en el Vaticano.
La manifestación pública de la fidelidad católica, es peregrinar al único lugar sagrado en todo el país reconocido oficialmente por el Papa que es el santuario en Donglü, y rezar a Nuestra Señora Emperatriz de China. Adicionalmente ahí se localizan las reliquias y restos mortales de 40 de los 120 mártires canonizados el año 2000 por Juan Pablo II.
En 2007, el Papa Benedicto XVI estableció una jornada de oración por la Iglesia católica clandestina en China. Su objetivo es crear una mayor comunión dentro de la Iglesia china y entre la Santa Sede y el Papa, para así caminar juntos como siempre y en todos lados, la fidelidad al Papa y la devoción mariana.
Acorde a estadísticas recientes, el número de cristianos en China ya supera al de los afiliados al Partido Comunista.
Las autoridades comunistas por un buen tiempo han promovido una lucha contra los fieles católicos: bloqueo de caminos, encarcelamientos, agresiones, retención de licencias de conducir a los que van al santuario, pero nada detiene la afluencia de fieles.
En 1995 el auge de las peregrinaciones fue tal que unas 100,000 personas, acudieron al santuario, por lo que el año siguiente, el oficialismo del país, decidió manifestar el rechazo a lo católico, por lo rodearon el santuario unos 5,000 soldados, armados con tanques y helicópteros, interrumpiendo e impidiendo el culto, encarcelando por varios años al obispo local Shu Zhimin y su auxiliar An Shuxin, junto con el párroco del santuario, P. Cui Xingang, Adicionalmente la imagen de la Virgen Emperatriz, fue secuestrada.  
Años después, las presiones cedieron por lo que las peregrinaciones continuaron, aunque el hostigamiento no ha desaparecido, prohibiendo venta de pasajes a los católicos que quieren viajar por tren y se dirigen a Donglü. Una gran cantidad de personas siguen intentando peregrinar al santuario. La persecución comunista, hace del asunto algo retador, el manifestar su fidelidad a la fe católica y al santo Padre, por lo que las víctimas continúan de la persecución. Actualmente, los católicos de China siguen pasando dificultades para visitar a su Emperatriz Celestial, pues el gobierno comunista dificulta las manifestaciones y peregrinaciones.

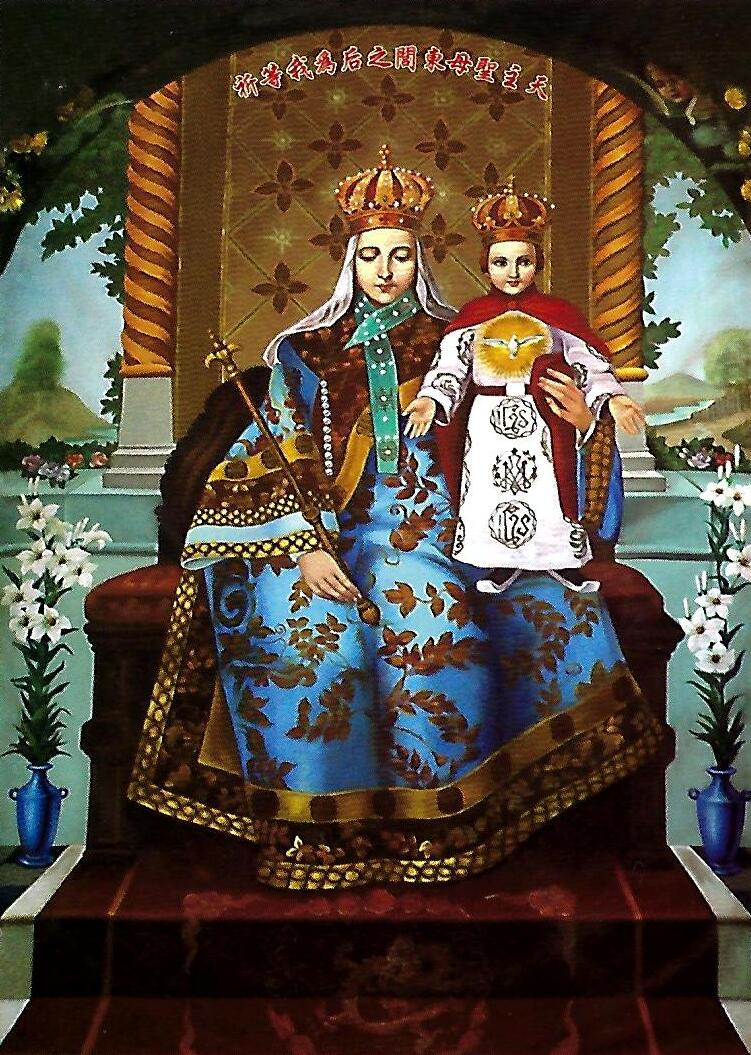
Nuestra Emperatriz

El gobierno se ha apoderado del santuario mariano y puesto en manos de la Iglesia nacional china, que pretender sustituir a la Iglesia Católica Romana. Sin embargo, los católicos de China siguen solicitando la intercesión de la Virgen, a quien rezan con devoción desde la clandestinidad.

## Otras imágenes
La destrucción de la imagen original ha provocado que surjan otras identidades de la Nuestra Señora de Donglú. El 22 de enero de 1982, en Washington D. C. Estados Unidos se creó una controversia porque se utilizó un mosaico con una imagen pintada por John Lu Hung Nien que no es la igual a la original aprobada oficialmente de Nuestra Señora de China y el niño Jesús.

La razón de esta otra imagen es que el difunto y primer cardenal chino, Thomas Tien Keng-Hsin SDV promovió una oración, en una tarjeta como consuelo para los católicos perseguidos en China, y que fue promovido masivamente en E.U.A y Canadá que decía:
“Dios todopoderoso y eterno, Consolador de los afligidos y Fortaleza de los que sufren, concede que nuestros hermanos de China que comparten nuestra fe, obtengan, por intercesión de la Santísima Virgen María y nuestros Santos Mártires, paz en Tu servicio, fortaleza en los tiempos de prueba y suficiente gracia para glorificarte, por Jesucristo nuestro Señor, Amén".

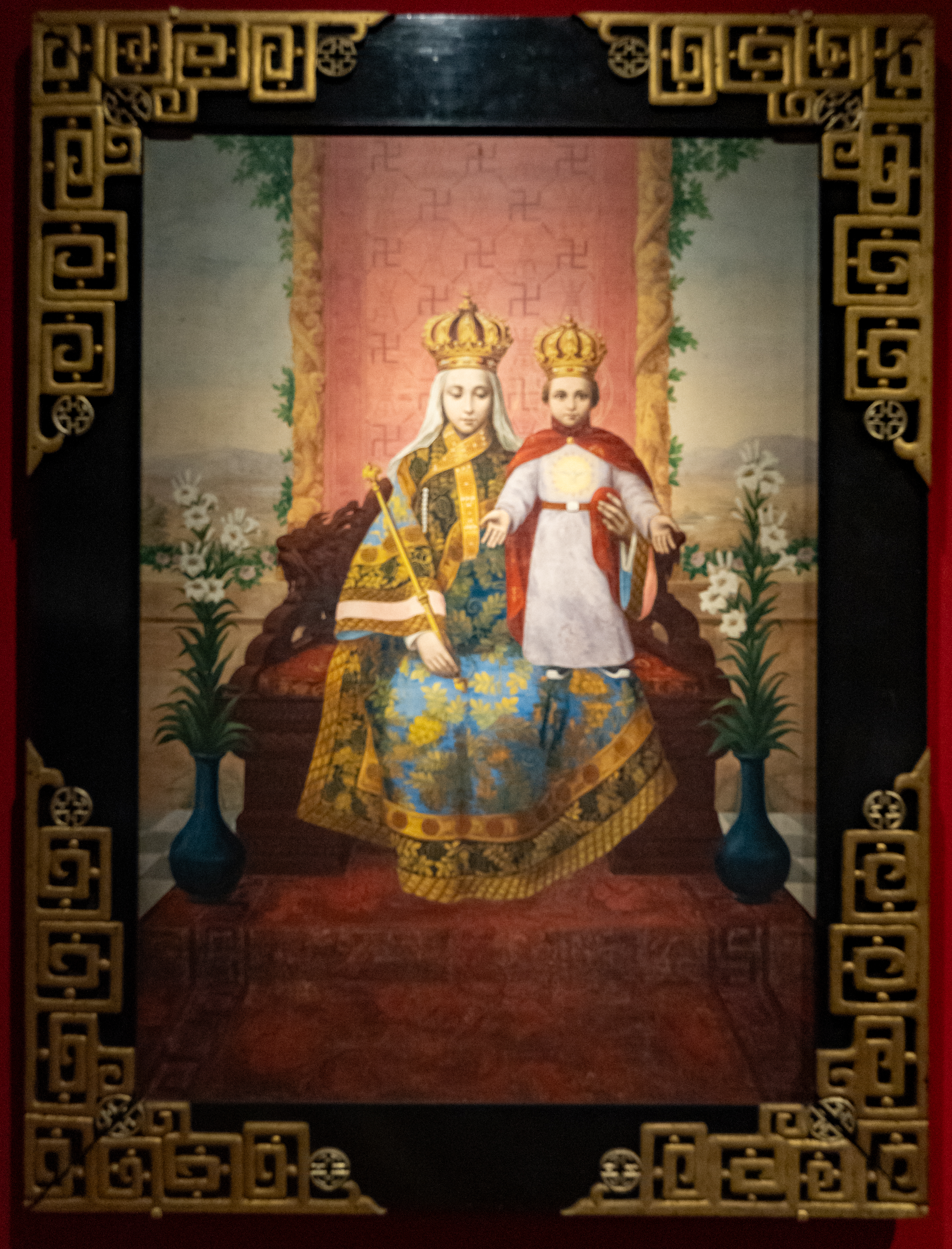
Nuestra Señora de China

Otra imagen fue contratada por el padre René Flament similar a la de Nuestra Señora de Laeken en Bruselas Bélgica.

## Veneración de la Virgen de China en otras latitudes
Al menos dos templos en Estados Unidos están dedicadas a Nuestra Señora de China:
- Un mosaico de Nuestra Señora de China está situado y venerado en la Basílica del Santuario Nacional de la Inmaculada Concepción en Washington, DC, establecido y dedicado en el año 2002 bajo el Reverendo Michael J. Bransfield.
- Hay una capilla de Nuestra Señora de China en la Diócesis de Brooklyn, Nueva York.
- De la misma manera se erigió en Rockville Maryland.

Un número a las iglesias en las Filipinas dedicadas a Nuestra Señora de China:
- El Santuario Nacional de Nuestra Señora de China, se encuentra en Binondo, Manila.
- Una capilla también Binondo Church, en el barrio chino de Manila.
- Un santuario de Nuestra Señora de China en la ciudad de Quezón, Metro Manila.
- la Iglesia de Nuestra Señora de China en la ciudad de Baguio.
- la parroquia de Nuestra Señora de China en Mindanao Chinatown, Davao.
- capillas en honor a ella en la Iglesia Parroquial de Santa María, Iloilo.
- la Iglesia del Sagrado Corazón de China, la ciudad de Cebú.
- Nuestra Señora de China está considerada como una patrona de chinos-filipinos.

Desde 1976 se venera en el Santuario Nacional de Nuestra Señora de China en el condado de Chiayi, Taiwán.
- En 2020 se solicitó una coronación oficial, siendo otorgada por el Papa Francisco quien emitió un decreto oficial de coronación canónica el 19 de febrero de 2021 a una imagen mariana ahí venerada y, el rito de coronación se llevó a cabo el 14 de agosto de 2022.
- Otra parroquia del mismo nombre está ubicada en el distrito Xindian en la Nueva Taipei.

En Francia, nuestra Señora de China, también cuenta con su templo.
- En París, en el Barrio Chino o Chinatown, está ubicado y dedicado a nuestra Señora de China